# إرنست ديفيز (سياسي)
إرنست ديفيز (بالإنجليزية: Ernest Davies)‏ هو سياسي بريطاني، ولد في 25 أكتوبر 1926. حزبياً، نشط في حزب العمال. في الانتخابات العامة في المملكة المتحدة 1966 ‏، انتخب عضو البرلمان الرابع والأربعون للمملكة المتحدة عن دائرة سترتفورد ‏ (31 مارس 1966 – 29 مايو 1970).